# 多福巷
39°55′23″N 116°24′46″E / 39.92301399999999°N 116.412851°E
多福巷是位于中国北京市东城区西部的一条胡同。

## 简介
多福巷为东西走向，东起大豆腐巷，西到王府井大街。多福巷中段有一个向北的弯曲。多福巷同南侧的玉石胡同交叉形成丁字路口。多福巷原称“小豆腐巷”，中华民国时期称“多福巷”。